# Weddellsittich
Der Weddellsittich (Aratinga weddellii), auch als Braunkopfsittich bezeichnet, ist eine Papageienart aus der neotropischen Gattung der Keilschwanzsittiche. Er kommt an den Nebenflüssen des Amazonas im südöstlichen Kolumbien, im östlichen Ecuador, im östlichen Peru und im nordöstlichen Brasilien vor. Die Art gilt als ungefährdet. Das Artepitheton im wissenschaftlichen Namen ehrt den englischen Botaniker Hugh Algernon Weddell (1819–1877).

## Merkmale
Der Weddellsittich erreicht eine Größe von 28 cm, eine Flügellänge von 140 bis 150 mm und ein Gewicht von 95 bis 115 g. Das Gefieder ist überwiegend grün. Die Oberbrust ist olivgrün, der Unterbauch grünlichgelb. Der Kopf ist graubraun, wobei jede Feder eine stumpfblaue Säumung aufweist. Die erste Handschwinge ist schwarz mit einem blauen Saum, die übrigen sind grün mit einem bläulichen Rand an den Enden der Außenfahnen. Die Schwanzoberseite ist blau mit einer grünlichen Basis, die Unterseite ist schwarz. Der hervorstehende, unbefiederte Augenring ist weiß. Der Schnabel ist schwarz, die Wachshaut rötlichgrau. Die Iris ist hellgelb. Die Beine und Füße sind grau. Die immaturen Vögel (Jungvögel vor der ersten Mauser) haben ein allgemein stumpferes Gefieder. Der Kopf ist gräulicher, die Iris ist bei ihnen braun und der weiße Augenring ist schmaler.

## Lebensraum
Der Weddellsittich bewohnt Regenwälder entlang von Flüssen, Marschgebiete, Waldparzellen in Feuchtsavannen, Sekundärwälder und gerodete Gebiete mit vereinzeltem Waldland in Höhenlagen bis 750 m. Gelegentlich ist er an Waldrändern oder Kaffeeplantagen zu beobachten.

## Lebensweise
Der Weddellsittich lebt paarweise oder außerhalb der Brutsaison in Trupps von drei bis acht Vögeln. Gelegentlich bildet er Schwärme von 75 bis 100 Individuen, wenn genügend Nahrung vorhanden ist. Seine Wanderungen verlaufen bevorzugt entlang der Flussbänke, wo auch seine Schlafbäume stehen. Er fliegt selten über den dichten Wald. Bei der Nahrungsaufnahme ist er lautlos und unauffällig. Seinen Ruf, der an den des Pavuasittichs erinnert, aber feiner und schärfer klingt, hört man nur während er fliegt.

## Nahrung
Die Nahrung des Weddellsittichs besteht aus Samen, Früchten, Blüten und Beeren. Daneben untersucht er morsche Bäume nach Insekten und ihren Larven. Häufig fliegt er Plätze im Regenwald oder an den Flussbänken an, wo der Boden Mineralien enthält.

## Fortpflanzung
In Bolivien und Kolumbien ist die Brutzeit ab Juli, sonst zwischen Februar und Mai. Ein spezielles Balzverhalten besitzen Weddellsittiche nicht, man erkennt die Brutstimmung an dem Häufigen aufenthalt in der Bruthöhle. Weddellsittiche nisten in toten Bäumen, Palmen oder arborealen Termitenbauten in Höhen zwischen 4 und 15 m. Häufig legt er seine Eier, die 27,0 × 23,0 mm messen, in verlassene Spechthöhen. Die Jungvögel werden von beiden Altvögeln aufgezogen.
In Gefangenschaft kann ein Paar bis zu drei Bruten im Jahr aufziehen.

## Haltung
Der Weddellsittich wird relativ selten gehalten, wahrscheinlich wurde er 1976 erstmals nach Deutschland eingeführt und im selben Jahr noch in Euskirchen erstmals nachgezüchtet.
Wie viele in Höhlen brütende Papageien besitzen auch Weddellsittiche ein ausgeprägtes Nagebedürfnis.